# ああ、ラブホテル
『ああ、ラブホテル』は、2014年にWOWOWで放送された日本のテレビドラマ。ラブホテルを舞台としたシチュエーション・コメディ。

## 概要
「ラブホテル」を舞台とする、オムニバス形式のコメディドラマ。ラブホテルの一室に入った男女が引き起こす体と心の悲喜こもごもなドラマを1話2本立てで放送される。
2014年4月6日に『大人番組リーグ2』の1本として制作され、同企画で高評価を得たのち、10月に『ああ、ラブホテル豪華版』として連続ドラマ化を果たした。
プロデューサーの徳田雄久は「男女が2人っきりになり人前で見せない心と体を裸にさせる、そんな場所だからこそ起こるドラマを描こうと思いました」と語り、特異な設定からキャスティングが困難になることも想定されたが、スタッフ、キャストからも快い賛同を得られた。ただし撮影は実際のラブホテルを使用するには部屋が狭く困難で、大きめの部屋を借りるのにも苦労したという。
毎回主要出演者は異なり、レギュラー出演者はスタッフ役の稲川実代子が務める。稲川はストーリーテラーの役割も果たす。
2023年5月19日から同局の「連続ドラマW-30」枠にて、前シーズンより9年ぶりとなる新作『ああ、ラブホテル 〜秘密〜』が放送された。
本稿では便宜上、『大人番組リーグ2』で放送されたものをプレシーズン、2014年11月から放送された連続ドラマをシーズン1、2023年5月から放送された連続ドラマをシーズン2と呼称する。

## 登場人物

### プレシーズン
第一夜
一治と聖美
演 - 田中圭、星野真里
気乗りしない男と、ホテルという環境にワクワクする女の倦怠期のカップル。気持ちを昂ぶらすため学生服のコスプレをする。
第二夜
高坂とアリス
演 - 甲本雅裕、北原里英
筆の進まない自称小説家と天真爛漫な風俗嬢（女王様）。

### シーズン1

#### 第一話（シーズン1）
第一夜
麻友花と芳明
演 - 小林涼子、大東駿介
暴力団員の娘と彼女の素性を知らずに千人斬り目の女性としてナンパした男。
第二夜
洋子と太一
演 - 高橋愛、古舘寛治
恋人を待ち自殺を考える女と、女子大生に騙され衣服も金も盗まれた男。

#### 第二話（シーズン1）
第三夜
明利と亜子
演 - 落合モトキ、清野菜名
交際を始めて、初めての夜を迎えるカップル。実は亜子はAV女優。
第四夜
美和と裕太
演 - 中村ゆり、前野朋哉
同窓会で再会したカード破産寸前の女と、有名会社の青年社長。

#### 第三話（シーズン1）
第五夜
優希と雅也
演 - 市川由衣、青柳翔
3度目のデートで結ばれたカップル。しかし優希には壮絶な寝言をする癖があった。
第六夜
ムラタとシュウイチ
演 - NOAH、藤井望尋
バックパッカーとして日本一周旅行中の男子高校生2人。宿泊地としてラブホテルを選ぶが次第に気まずくなる。

#### 第四話（シーズン1）
第七夜
假屋崎と一条マリン
演 - 矢柴俊博、岸明日香
妻にはYESマンだがデルヘル嬢にのみNOと言える男と、チェンジを繰り返しようやく表れた理想の女性。
第八夜
ラブホテルのオーナーと清掃員の田部井敦子
演 - 竹内力、稲川実代子
自分のしたことを後悔するオーナーと、まんざらでもない勤続15年のベテラン清掃員。

#### 最終話（シーズン1）
第九夜
男と女
演 - 児島一哉、黒川芽以
不倫を覚悟してラブホテルに来た男と女。しかし徐々に家族の話ばかりしてしまう。
第十夜
なぎさと上司としゅう
演 - 夏菜、尾上寛之、浅利陽介
自宅に帰れない際、近隣のラブホテルで宿泊するテレビ番組製作会社の女性ADと、彼女の上司と、彼女の夫。

### シーズン2

#### 第一話（シーズン2）
第一夜 「狐と狸」
沢田篤と北野葵
演 - 坂東龍汰、石川瑠華
表向きはカメラマンの男と、表向きは清純で初々しい彼女。
第二夜 「運命の2人」
横山桐人と新田ひまり
演 - 岡山天音、小野花梨
謎の女と、彼女と鎖で繋がれた状態で朝に目を覚ました会社員の男。

#### 第二話（シーズン2）
第三夜 「愛してれば、関係ない」
坂本風子と飯山健二
演 - 松本まりか、三浦貴大
社会現象を巻き起こすトップ女優の彼女と、セリフの読み合わせを依頼する売れない役者の彼氏。
第四夜 「壁の落書」
吉田満男と桜井ひよ子
演 - 皆川猿時、桜田ひより
ラブホテルの清掃に挑むプロフェッショナルを自負する男性と、やる気のないアルバイトの清掃作業員の女性

#### 第三話（シーズン2）
第五夜 「落とせたら10万円」
小鳥遊夏生と太田ユリカ
演 - 井之脇海、堀田真由
友人たちとの賭けのために同級生をラブホテルへ誘った男子大学生と、そのターゲットである同級生の女性。
第六夜 「2人合わせて5万円」
ツヨシとよう子とアンナ
演 - 林田洋平（ザ・マミィ）、鈴木杏、石井杏奈
ラブホテルに入った男性と、彼の婚約者を名乗る女性と、男が逃げ出し取り残された女性。

#### 第四話（シーズン2）
第七夜 「子猫ちゃん」
イケメンと毒舌女
演 - 磯村勇斗、三浦透子
自意識過剰なイケメン男と、ミステリアスな毒舌女。
第八夜 「早春」
はる夫と明美
演 - 荒川良々、木竜麻生
ラブホテルで秘密を打ち明ける男性と、初めてラブホテルに来た女性。

#### 第五話（シーズン2）
第九夜 「再見、生活費」
治と杏子とリン
演 - 瀬戸康史、瀧内公美、三村朱里
買い出しに行った夫と、彼を待つ妻と、隣室での暴力から逃れてきた女性。
第十夜 「愛しき隣人」
ヤスとテツ
演 - 酒向芳、光石研
ある決心を打ち明けた男と、それを必死に止めようとする彼の学生時代の後輩。

#### 第六話（シーズン2）
第十一夜 「フロント9番」
ひろしとミサとホテルスタッフ
演 - 金子大地、片山友希、中村無何有
ラブホテルに初めて来たのを悟られまいと知ったかぶる彼氏と、ウブな彼女と、ホテルスタッフ。
第十二夜 「十八番」
柳風亭晩乃輔と彼の弟子・柳風亭どん輔と隣室のマサオとムツミ
演 - 大鷹明良、櫻井健人、芹澤興人、成嶋瞳子
新作の稽古をラブホテルで行うという落語家と、なんとしても師匠の新作を聴きたい弟子と、隣室の男女。

#### 第七話（シーズン2）
第十三夜 「HAPPENING KILLER」
殺し屋Kと風俗嬢・千佳と富澤修
演 - 伊能昌幸、中村ゆりか、坂口涼太郎
殺し屋と、ラブホテルに呼ばれていた風俗嬢と、殺し屋に抹殺された標的の男性。
第十四夜 「思ってたのと違う」
美玖と利久
演 - 小野莉奈、前田旺志郎
サークルの飲み会を抜け出し、その場のノリでラブホテルに入った男女。

#### 第八話（シーズン2）
第十五夜 「記憶」
荻野聡子と沖田義雄
演 - 岡田結実、加藤諒
事故で記憶を失った女性と、彼女の「自称」恋人。
第十六夜 「やさしいホスト」
矢吹レンと桐野灯子とミコミ
演 - 森崎ウィン、佐藤玲、高石あかり
ホストと彼がラブホテルで会う約束をダブルブッキングしてしまった女性客二人。

#### 第九話（シーズン2）
第十七夜 「ダイバーシティ・ラブホテル」
ショウタとトオル
演 - 林遣都、板垣李光人
ラブホテルにやってきた弁護士とパラリーガルのカップル。
第十八夜 「あああ、ラブホテル」
モモコとケンシロウ
演 - 坂井真紀（若いころ：北村優衣）、岡田義徳（若いころ：山崎竜太郎）
脳裏に若かりし日の記憶がよみがえるW不倫のカップル
エンドロール「清掃員部屋」
敦子
演 - 稲川実代子
ベテラン清掃員。
川辺
演 - 高井佳佑（ガーリィレコード）
常に悩みを抱えている清掃員。
ボブ
演 - リロイ太郎
清掃員。
高（ガオ）
演 - 中井千聖
清掃員。

## スタッフ
- 監督・脚本 - 藤村享平、松本優作、淺雄望、二ノ宮隆太郎、内山拓也、近藤啓介、阪元裕吾、大九明子（放送順）
- 共同脚本 - 木村暉（内山監督話）、島田雄史（松本監督話）
- 音楽
  - シーズン1 - 濱崎明寿
  - シーズン2 - 渡邊崇
- プロデューサー - 徳田雄久、永井拓郎、中島裕作
- 制作 - WOWOW、RIKIプロジェクト

## 放送日程

### プレシーズン（放送日程）
| 放送回           | 放送話 | 放送日程     | 脚本   | 監督     |
| ---------------- | ------ | ------------ | ------ | -------- |
| 大人番組リーグ版 | 第一夜 | 2014年4月6日 | 森義隆 | 藤村享平 |
| 大人番組リーグ版 | 第二夜 | 2014年4月6日 | 森義隆 | 藤村享平 |

### シーズン1（放送日程）
| 放送回 | 放送話 | 放送日程       | 脚本         | 監督     |
| ------ | ------ | -------------- | ------------ | -------- |
| 第一話 | 第一夜 | 2014年11月23日 | 藤村享平     | 藤村享平 |
| 第一話 | 第二夜 | 2014年11月23日 | 藤村享平     | 藤村享平 |
| 第二話 | 第三夜 | 12月28日       | 藤村享平     | 藤村享平 |
| 第二話 | 第四夜 | 12月28日       | 藤村享平     | 藤村享平 |
| 第三話 | 第五話 | 2015年1月25日  | 一雫ライオン | 森義隆   |
| 第三話 | 第六夜 | 2015年1月25日  | 一雫ライオン | 森義隆   |
| 第四話 | 第七夜 | 2月22日        | 一雫ライオン | 森義隆   |
| 第四話 | 第八夜 | 2月22日        | 一雫ライオン | 森義隆   |
| 最終話 | 第九夜 | 3月22日        | 大九明子     | 大九明子 |
| 最終話 | 第十夜 | 3月22日        | 大九明子     | 大九明子 |

### シーズン2（放送日程）
| 放送回 | 放送話       | 放送日程      | サブタイトル               | 脚本         | 監督             |
| ------ | ------------ | ------------- | -------------------------- | ------------ | ---------------- |
| 第一話 | 第一夜       | 2023年5月19日 | 狐と狸                     | 藤村享平     | 藤村享平         |
| 第一話 | 第二夜       | 2023年5月19日 | 運命の2人                  | 藤村享平     | 藤村享平         |
| 第二話 | 第三夜       | 5月26日       | 愛してれば、関係ない       | 松本優作     | 松本優作         |
| 第二話 | 第四夜       | 5月26日       | 壁の落書                   | 島田雄史     | 松本優作         |
| 第三話 | 第五夜       | 6月02日       | 落とせたら10万円           | 淺雄望       | 淺雄望           |
| 第三話 | 第六夜       | 6月02日       | 2人合わせて5万円           | 淺雄望       | 淺雄望           |
| 第四話 | 第七夜       | 6月09日       | 子猫ちゃん                 | 二ノ宮隆太郎 | 二ノ宮隆太郎     |
| 第四話 | 第八夜       | 6月09日       | 早春                       | 二ノ宮隆太郎 | 二ノ宮隆太郎     |
| 第五話 | 第九夜       | 6月16日       | 再見、生活費               | 内山拓也     | 内山拓也、木村暉 |
| 第五話 | 第十夜       | 6月16日       | 愛しき隣人                 | 内山拓也     | 内山拓也、木村暉 |
| 第六話 | 第十一夜     | 6月23日       | フロント9番                | 近藤啓介     | 近藤啓介         |
| 第六話 | 第十二夜     | 6月23日       | 十八番                     | 近藤啓介     | 近藤啓介         |
| 第七話 | 第十三話     | 6月30日       | HAPPENING KILLER           | 阪元裕吾     | 阪元裕吾         |
| 第七話 | 第十四夜     | 6月30日       | 思ってたのと違う           | 阪元裕吾     | 阪元裕吾         |
| 第八話 | 第十五話     | 7月07日       | 記憶                       | 藤村享平     | 藤村享平         |
| 第八話 | 第十六夜     | 7月07日       | やさしいホスト             | 藤村享平     | 藤村享平         |
| 最終話 | 第十七夜     | 7月14日       | ダイバーシティ・ラブホテル | 大九明子     | 大九明子         |
| 最終話 | 第十八夜     | 7月14日       | あああ、ラブホテル         | 大九明子     | 大九明子         |
| 最終話 | エンドロール | 7月14日       | 清掃員部屋                 | 藤村享平     | 藤村享平         |